# Yasser Berbache
Yasser Berbache (en arabe : ياسر برباش) est un footballeur algérien né le 8 février 1996 à Oued Zenati dans la wilaya de Guelma. Il évolue au poste d'avant centre à l'Olympique de Médéa.

## Biographie
Yasser Berbache évolue en première division algérienne avec les clubs de l'US Biskra et de l'ES Sétif. Il dispute 41 matchs en inscrivant neuf buts.

## Palmarès
ES Sétif
- Championnat d'Algérie (1) :
  - Champion : 2016-17.

- Coupe d'Algérie :
  - Finaliste : 2016-17.